# Przebendowski-Palast

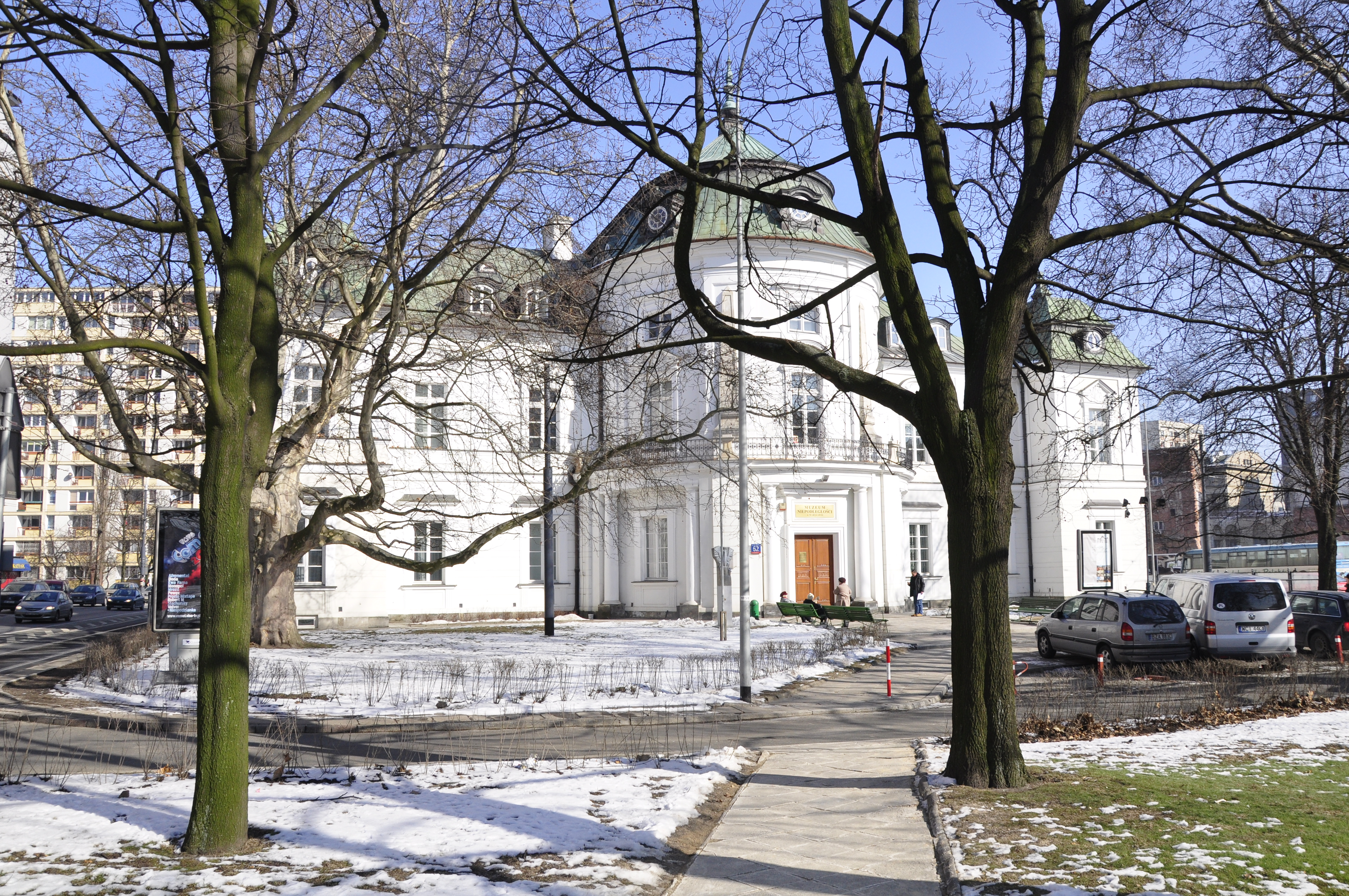
Vorderseite (Westfront) des Palastes, März 2011

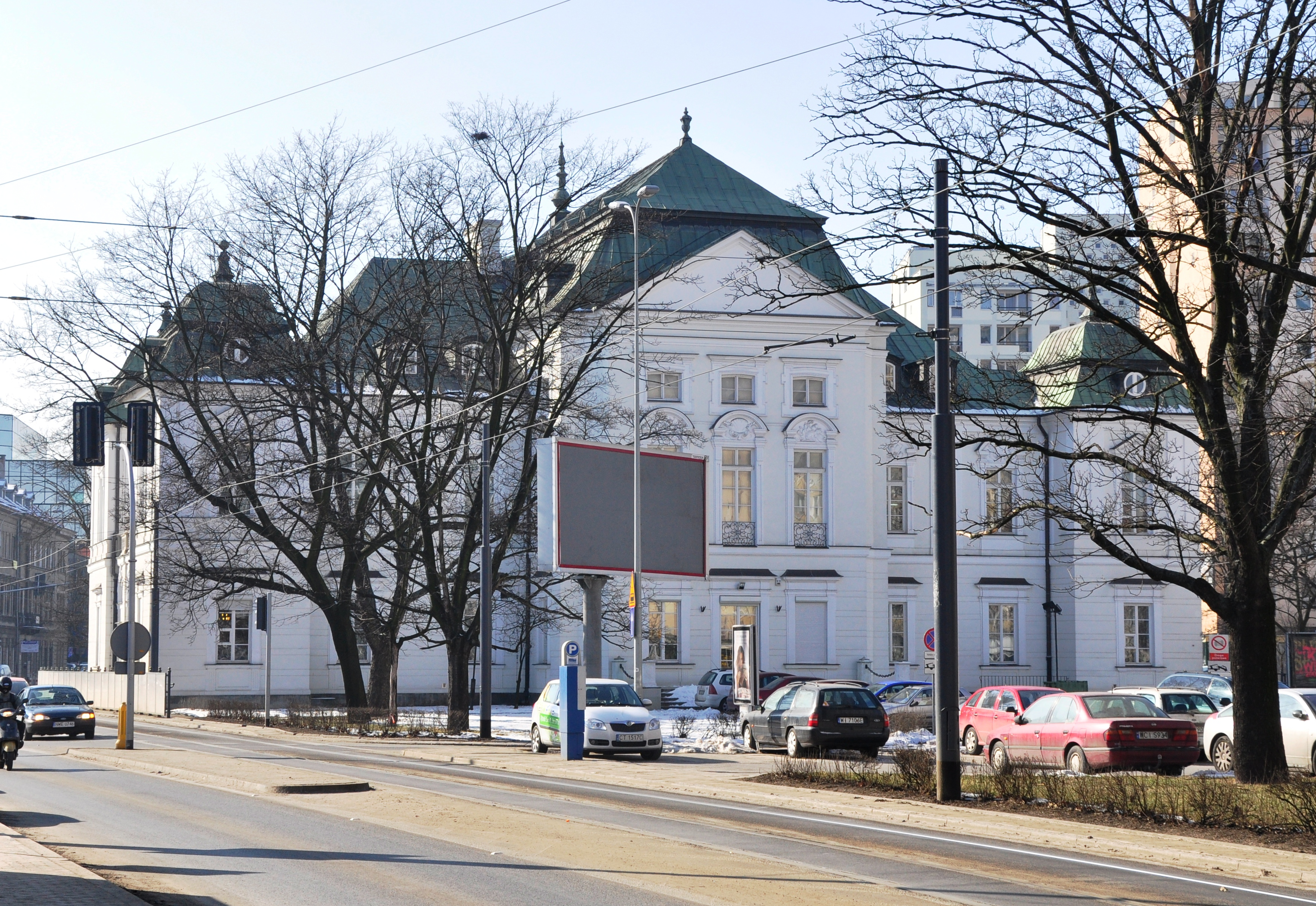
Rückwärtige, ehemalige Gartenseite. Im Vordergrund der hier von West nach Ost verlaufende Fahrbahnteil der W-Z-Trasse

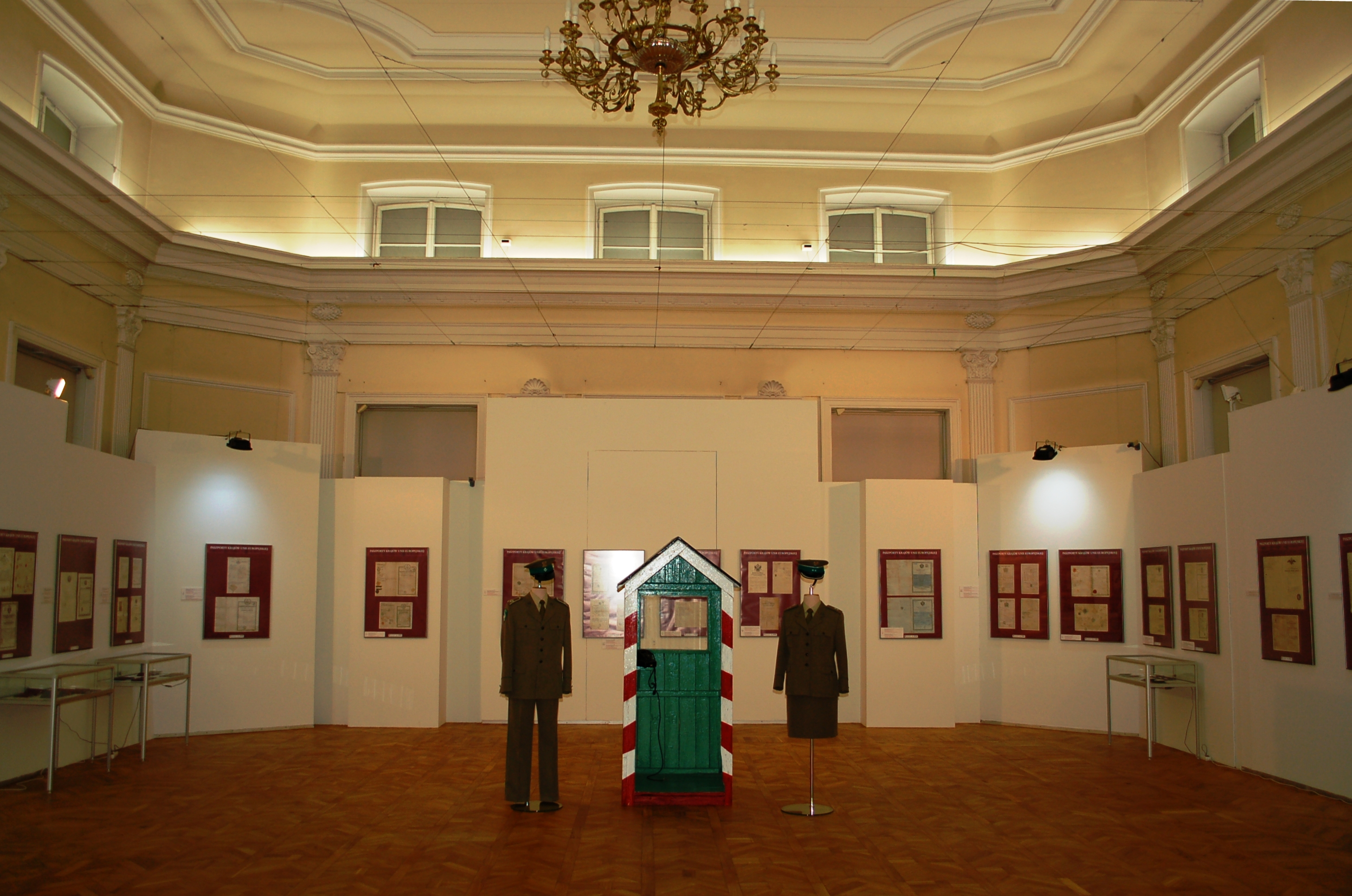
Ausstellungssaal des Unabhängigkeitsmuseums („Grenze und Pässe“) im ersten Stock des Palastes

Der Przebendowski-Palast (auch Przebendowski-Radziwiłł-Palast genannt) in Warschau wurde in der ersten Hälfte des 18. Jahrhunderts für Jan Jerzy Przebendowski errichtet. Heute ist er zwischen den beiden Fahrbahnen der Solidarności-Allee eingeschlossen und beherbergt seit 1990 das Warschauer Unabhängigkeitsmuseum. Seine jetzige Adresse ist Solidarności-Allee 62, die frühere war Bielańska-Straße 14.

## Geschichte
Weder das genaue Baudatum noch der Architekt des Palastes sind bekannt. Erstmals wird das Gebäude auf einer Warschau-Karte von C. F. Wernecka aus dem Jahre 1732 verzeichnet. Es blieb bis in die 1760er Jahre im Besitz der erbauenden Familie Przebendowski. Von 1760 bis 1762 war der Palast an den spanischen Gesandten am Hofe von August III., Graf Pedro Pablo Abarca de Bolera Aranda vermietet. Zu dieser Zeit wurden hier aufwändige Bälle im spanischen Stil veranstaltet.
In Folge wechselte der Besitz häufig den Eigentümer. Ab 1766 gehörte er Angehörigen der Kossowski- und Łętowski-Familien. Die zu ihrer Zeit als schönste Warschauerin bekannte Barbara Kossowska, geb. Bielinska, Ehefrau des Politikers Roch Kossowski, lebte hier. Unter Simon Gottlieb Zug wurden Änderungen durchgeführt; so entstand ein größeres Treppenhaus. Zu Beginn des 19. Jahrhunderts wurde aus dem Palast ein Hotel („Hotel de Hamburg“) mit einem Wachsfigurenkabinett. In der Zeit Kongresspolens befand sich hier der Sitz der Warschauer Kommandanten, eines russischen Generals. Später wurde in dem Gebäude eine Brauerei bayerischen Biers betrieben. 1831 wurden Jakub Piotrowski, nach ihm – in schneller Folge – Jakub Lewiński und Mateusz Nowakowski Besitzer. Von 1863 bis 1912 waren der litauische Millionär und Archäologie-Mäzen Jan Zawisza bzw. nach dessen Tod seine Frau Elżbieta und die Tochter Maria Eigentümer des Gebäudes. Unter Wojciech Bobiński wurde das Ensemble teilweise neu gestaltet. 1883 erhielt das Vestibül ein Deckengemälde (Titel: „Licht und Dunkel“) von Henryk Siemiradzki. Im Jahr 1912 erwarb es der Fürst Janusz Franciszek Radziwiłł, Großgrundbesitzer in Ołyka und Eigentümer von Nieborów. Im Gebäude wurden Wohnungen für Mitarbeiter sowie die Geschäftsleitung der Janusz Radziwiłł'schen Vermögensverwaltung (Zarząd Dóbr i Interesów ks. Janusza Radziwiłła) untergebracht.

### Zweiter Weltkrieg
Der Palast wurde während des Warschauer Aufstandes zerstört, da er ein wichtiger militärischer Standort in den erbitterten Kämpfen um die benachbarte Bank Polski war. Mehrfach wechselte der Palast zwischen polnischen und deutschen Einheiten, entsprechend intensiv wurde er beschossen und bombardiert. 1947 tauschte der weitgehend enteignete Radziwiłł mit der Stadt die Ruine gegen eine Wohnung. Vom 1. Oktober 1948 bis zum 1. Juli 1949 wurde das Gebäude unter der Leitung von Bruno Zborowski wiederaufgebaut.
Ebenfalls im Jahr 1949 wurde der Palast zu einer Straßeninsel durch die beidseitige Vorbeiführung der neugebauten, sich hier teilenden Straßentrasse W-Z (an dieser Stelle heute Aleje Solidarności genannt). Zunächst als Gewerkschaftssitz genutzt, beherbergte der Palast vom 21. April 1955 bis zum Ende der polnischen Volksrepublik das Lenin-Museum (Muzeum im. Lenina). Seit 1990 ist der Palast Sitz des Unabhängigkeitsmuseums.

## Bauwerk
Das symmetrisch angelegte, spätbarocke Gebäude wird von einem dreistöckigen Mittelrisaliten dominiert. Er verläuft in West-Ost-Richtung durch das Gebäude und erhebt sich über das beeindruckende und eventuell nicht ursprüngliche Mansarddach. In Ausnahme zu anderen Barockgebäuden Warschaus ist der Risalit an der Frontseite halbrund ausgestaltet, wodurch im Innenbereich ein großes, ovales Vestibül sowie ein oval abschließender Saal im ersten Stock entstand. Zum ehemaligen Parkbereich (im Osten) endet der Risalit flach. An den Ecken des Gebäudes befinden sich vier zweistöckige Schmucktürme. Die sich ursprünglich an der Frontseite anschließenden Hofgebäude existieren (wegen der aktuellen Straßenführung) nicht mehr.